# Gymnanthelius cupreus
Gymnanthelius cupreus är en skalbaggsart som först beskrevs av Deane 1937.  Gymnanthelius cupreus ingår i släktet Gymnanthelius och familjen vattenbrynsbaggar. Inga underarter finns listade i Catalogue of Life.